# واجهة المدفوعات الموحدة
واجهة المدفوعات الموحدة (بالإنجليزية: Unified Payments Interface)‏ هي نظام دفع فوري تم تطويره في الهند بواسطة شركة المدفوعات الوطنية الهندية. تسهل الواجهة المعاملات بين البنوك من نظير إلى نظير ومن شخص إلى تاجر. يتم استخدامه على الأجهزة المحمولة لتحويل الأموال على الفور بين حسابين مصرفيين. يشترط رقم الجوال الخاص بالجهاز للتسجيل لدى البنك. يمكن استخدام معرف UPI الخاص بالمستلم لتحويل الأموال. ويتم تنظيمه من قبل بنك الاحتياطي الهندي. بدأت البنوك الهندية في إتاحة تطبيقاتها التي تدعم واجهة الدفعات الموحدة على متجر جوجل بلاي في 25 أغسطس 2016. ويُنظر إليها على نطاق واسع على أنها واحدة من أكثر أنظمة الدفع نجاحًا في العالم، من حيث عدد المستخدمين، وحجم المعاملات، وعدد المعاملات.

## الخدمة
بالنسبة للمدفوعات في الوقت الفعلي من حساب مصرفي إلى آخر، يمكن استخدام أي تطبيق عميل لواجهة المدفوعات الموحدة ويمكن ربط حسابات مصرفية متعددة بتطبيق واحد. يمكن إرسال الأموال أو طلبها باستخدام عنوان الدفع الظاهري الذي أنشأه المستخدم أو معرف واجهة المدفوعات الموحدة لكل حساب مصرفي باستخدام رقم الهاتف المحمول المرتبط باعرف عميلك. تقوم واجهة المدفوعات الموحدة أيضًا بإنشاء رمز استجابة سريعة محدد لكل حساب مستخدم للمدفوعات بدون تلامس.

### تطبيقات الموبايل
يمكن استخدام أي تطبيق لتحويل الأموال من وإلى البنوك التي تدعم واجهة المدفوعات الموحدة. بصرف النظر عن العديد من تطبيقات الطرف الثالث مثل سامسونج باي، وباي تي إم للمدفوعات، وأمازون باي.
ارتفع إجمالي عدد البنوك المرتبطة بمنصة واجهة المدفوعات الموحدة من 21 في أبريل 2016 إلى 304 في فبراير 2022.

## القبول

### سلطنة عمان
وقعت شركة شركة المدفوعات الوطنية الهندية مذكرة تفاهم مع البنك المركزي العماني في 4 أكتوبر 2022 لربط واجهة الدفوعات الموحدة بنظام مماثل في عمان على أساس متبادل. ستجعل الدفع على أساس رمز استجابة سريعة متاحًا في البلاد وتسهل على المغتربين الهنود إرسال أموال تحويلاتهم بطريقة فعالة من حيث التكلفة.

### دولة قطر
أعلن البنك التجاري القطري عن إطلاق خدمة واجهة المدفوعات الموحدة للتحويلات في 15 مارس 2023. ويمكن إكمال المعاملات في غضون 60 ثانية وستكون متاحة على مدار 24 ساعة، 7 أيام في الأسبوع.